# Portada/efemèride abril 1
Interior del Centre Nacional de Supercomputació, amb el supercomputador MareNostrum 4.
« 31 de març · 1 d'abril · 2 d'abril »